# 교육청 대 얼 사건
교육청 대 얼 사건(Board of Education v. Earls)은 미국 연방대법원의 유명한 판례이다. 과외활동에 참여하는 공립학교 학생들에게 강제적 소변검사에 응하도록 한 행위가 합헌임을 인정하얐다. 린지 얼스(Lindsay Earls), 대니얼 제임스(Daniel James) 두 학생과 그의 부모들은 오클라호마 교육청을 상대로 마약검사정책이 그들의 수정헌법 제4조의 권리를 침해한다고 주장하며 소를 제기하였다. 다수의견에서 대법관 토머스는 과외활동에 참여하는 학생들은 감소된 프라이버시권을 가진다고 보았고 학생들 사이에서 마약사용을 억제하는 것은 중요한 정부의 이익이라고 보았다. 운동부 학생의 마약검사를 합헌으로 본 액튼 대 베로니아 사건의 선례를 따랐다.

## 같이 보기
- 미국 헌법 수정조항 제4조